# Luciobarbus mursa
Luciobarbus mursa (лат.) — вид лучепёрых рыб из семейства карповых. Пресноводная рыба, обитает в Центральной Азии, Иране, на Южном Кавказе.

## Описание и биология
Тело удлиненное, веретеновидное, покрыто мелкой чешуёй. Длина головы превышает высоту тела; лоб выпуклый, глаза маленькие, рыло удлинённое с сильно развитыми губами. Нижняя мускулистая губа разделена на 3 части; имеет две пары усиков — задние более длинные, 10-18 глоточных зубов. Спина буроватая с зеленоватым рисунком, бока зеленовато-желтоватые, брюхо ярко-желтое. Парные грудные плавники ярко-желтоватые, остальные темнее с красновато-оранжевым рисунком. У молодых особей по бокам тёмные пятна, исчезающие в процессе роста. Длина тела 40 см, масса 0,5 кг (по другим данным эти показатели составляют 50 см и 1 кг). Обычно чаще встречаются более мелкие особи. Половозрелым становится в возрасте 2–3 лет, нерестится с мая по июнь на каменисто-песчаном дне рек. Плодовитость колеблется от 3 до 23 тыс. икринок. Питается в основном водными насекомыми и их личинками, а также ракообразными и детритом.

## Ареал и использование
В ареал входят Грузия, Армения, Азербайджан, Турция и Иран. Это пресноводная рыба. Реофил, предпочитает реки с каменистым или песчаным дном с быстрым течением, менее приспособлен к стоячим водам. В большинстве рек вид встречается по всей длине. Вкусная и ценная рыба, но из-за малочисленности не имеет большого промыслового значения. Интересна для спортивной рыбалки.